# Формула п'ястина
Формула п'ястина (також фаустформула) — це метод швидкого визначення математичного або технічного значення без точних технічних обчислень. Походження терміна не встановлено. Синонім «правило великого пальця» є запозиченою перекладеною версією англійського виразу «rule of thumb».
Обчислення, які містять формулу-п'ястину, завжди настільки прості, що їх можна швидко визначити у розумі, навіть [[Усні обчислення|розрахувавши в пам'ятіъъ. Більшість формул-п'ястин базуються на досвіді.
Можна розрізняти між формулами-п'ястинами, які характеризуються досвідченими значеннями, навіть без наявності точного обчислювального методу, і формулами-п'ястинами, які дозволяють оцінити значення, коли точний розрахунок займав би занадто багато часу або був недоступний для виконання у розумі (фраза «процес множення на пальці»). Науково формули-п'ястини досліджуються в когнітивній науці, штучному інтелекті та інформатиці під терміном «Евристика».

## Приклади

### Час до заходу Сонця
Долоню треба покласти внутрішньою стороною до обличчя і випрямити руку. Мізинець розмістити на горизонті. Далі треба підрахувати кількість пальців, які поміщаються між сонцем і горизонтом при витягнутій руці. Результат множимо на 15 хвилин. Це правило діє тільки вдень/ввечері та в середніх географічних широтах.

### Оцінка відстані за допомогою стрибка великого пальця
«Стрибок великого пальця» — це грубий метод оцінки відстані між особою, яка здійснює вимірювання, та нерухомим об'єктом, ширина якого відома.

### Відстань до місця удару блискавки
Формула-п'ястина (одна третина відстані від блиску світла до грому у секундах) для визначення відстані до місця удару блискавки в кілометрах така:
{\displaystyle {\text{Відстань}}\approx {\frac {\text{Кількість секунд}}{3\,}}{\text{км}}}
Результат може відрізнятися від фактичної відстані, залежно від температури довкілля, оскільки швидкість звуку не точно дорівнює 1⁄3 кілометра на секунду.

### Автомобільна фізика
Одне з правил-п'ястина для гальмівного шляху, яке пояснюється в цій статті, звучить:
{\displaystyle s\approx \left({\frac {\text{Швидкість в км/год}}{10}}\right)^{2}}
Формула-п'ястина використовує той факт, що спідометр показує швидкість в десятках, що робить розрахунки особливо простими.

### Хімія
У хімії часто (іноді більше глузливо) зазначають, що всі (неорганічні) білі порошки мають щільність приблизно 2,3 г/см³, а всі запальні рідини мають щільність близько 0,8 г/см³.
Як правило, вказується на правило Вант-Гоффа, яке стверджує, що швидкість хімічної реакції приблизно подвоюється з кожним підвищенням температури на 10 К. Це використовується як формула-п'ястина і дозволяє орієнтовно оцінити швидкість реакції.

### Економіка
У бізнесових розглядах може бути застосоване правило Парето, відоме також як правило 20/80, яке стверджує, що у зв'язку «причина-наслідок» часто лише приблизно 20 % сили причини призводять до 80 % можливого наслідку. Наприклад, 20 % клієнтів приносять 80 % прибутку, 20 % продуктів відповідають за 80 % скарг, 20 % причин помилок призводять до 80 % помилок, 20 % виробничих ресурсів спричиняють 80 % витрат. На основі цих розглядів оптимізаційні процеси зазвичай обмежуються до основних причин.

### Складні відсотки
Правило 72-х стверджує, що вартість капіталовкладення подвоїться протягом 72 років, якщо поділити цей період на процентну ставку.
Замість процентної ставки може бути використана, наприклад, передбачена інфляційна ставка на період дії, щоб передбачити втрату вартості. За правилом 72-х, невідсоткова сума грошей при 10 % інфляції втратить половину своєї покупної спроможності через 7,2 роки.

### Теорія прийняття рішень
За допомогою правила 37 % можна знайти момент прийняття рішення для вибору оптимального елементу.

## Дивитись також
- Мнемоніка
- Емпірична формула